# Бойня в Ладлоу
Бойня в Ладлоу (англ. Ludlow massacre) — гибель более 20-ти человек 20 апреля 1914 года возле города Ладлоу в штате Колорадо, когда национальная гвардия штата атаковала палаточный лагерь бастующих шахтёров в ходе Войны на угольных месторождениях Колорадо (1913–1914). Две женщины и одиннадцать детей задохнулись во время пожара. Три профсоюзных лидера и два забастовщика были застрелены, также от пуль погиб один ребёнок, один прохожий и один национальный гвардеец. В качестве ответной меры шахтёры самовооружились и атаковали несколько шахт, вступая в перестрелки с национальной гвардией Колорадо.
Этот инцидент стал самым кровавым за всё время 13-месячной стачки шахтёров Колорадо. Стачка была организована шахтёрским профсоюзом UMWA («Объединённые горняки Америки») против угольных компаний Колорадо, среди которых были рокфеллеровская Colorado Fuel and Iron Company (CF&I), Rocky Mountain Fuel Company (RMF) и Victor-American Fuel Company (VAF).
В настоящее время город Ладлоу заброшен. Землёй, на которой произошли события, владеет профсоюз UMWA. Профсоюз установил монумент в память о погибших шахтёрах и членах их семей.

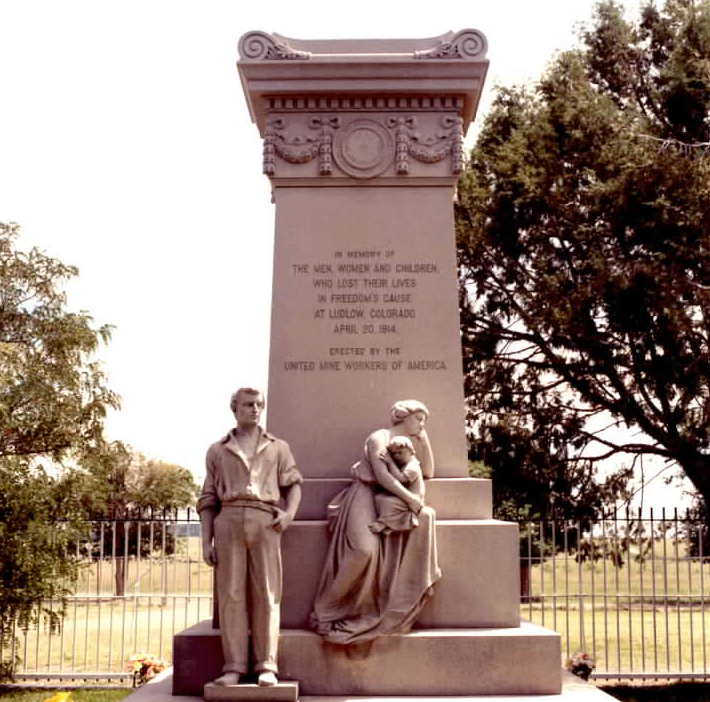
Памятник погибшим горнякам и членам их семей в городе Ладлоу, штат Колорадо

Историк Говард Зинн, посвятивший стачке в Колорадо магистерскую работу, описывает эти события как «кульминацию наиболее жестокой борьбы между корпоративной властью и трудящимися в американской истории».

## Предыстория

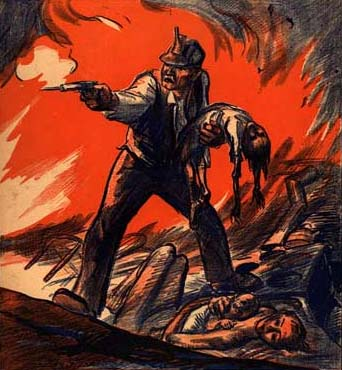
Плакат 1914 года о событиях в Ладлоу

В штате Колорадо имеются значительные запасы угля. Южное угольное поле в Колорадо — источник высококачественного коксующегося угля, необходимого сталелитейной промышленности, в свою очередь поставляющую рельсы для стремительно растущей железнодорожной сети США. В 1867 году американский инженер и промышленник Уильям Джексон Палмер провёл в штат железнодорожную линию «Канзас Пасифик», поддерживаемую правительством США. В Канзасе быстро возникла угледобывающая индустрия. В 1910 году на шахтах трудилось 15 864 человека, что составляло 10% трудоспособного населения. Крупнейшей угольной компанией в штате и в целом на американском западе была Colorado Fuel and Iron (CF&I): на неё работало 7 050 человек и она владела 71 837 акрами (почти 300 км2) земли.
Условия работы на шахтах были тяжёлые и опасные. В 1912 году смертность на производстве составила 7,055 случаев на 1000 работников против 3,15 по стране. Заработок шахтёров зависел от выданного угольного тоннажа, но работы по обеспечению безопасности не оплачивались. Эта система стимулировала многих бедных и амбициозных шахтёров пренебрегать безопасностью труда.
Большинство шахтёров жило в городах, принадлежащих угольной компании. Такие города обеспечивали сравнительно лучшие условия жизни: большие дома, медицинское обслуживание и доступное образование. С другой стороны вся земля, недвижимость, магазины, питейные заведения принадлежали компании, которая осуществляла строгий контроль за жизнью работников. Врачи, священники, учителя тоже были служащими компании. Въезды в города контролировались вооружённой охраной.
Недовольство условиями работы привело к возникновению профсоюзного движения. На шахтах с действующими профсоюзами число несчастных случаев было на 40% меньше, чем на шахтах без профсоюзов. Первая забастовка в Колорадо произошла в 1883 г. С начала 1900-х в Колорадо и других западных штатах стал активно действовать профсоюз UMWA. Целью профсоюза стала CF&I из-за своей жёсткой политики по отношению к рабочим. Для противодействия организации рабочих руководство компании стремилось нанимать иммигрантов, в основном из Мексики и южной и восточной Европы. Менеджмент практиковал смешивать иммигрантов разных национальностей, чтобы тем было сложнее договориться. В Ладлоу работало много иммигрантов-греков, которые в последующих событиях доказали, что иммигранты способны на организованную борьбу за свои права.

## Забастовка
Несмотря на противодействие, за несколько лет UMWA смог скрытно объединить шахтёров. В итоге профсоюз выступил со следующими семью требованиями:
- Признание профсоюза представителем рабочих на переговорах
- Увеличение расценок за добытый уголь (перейти от расценок за длинную тонну (2200 фунтов) на короткую тонну в 2000 фунтов)
- Восьмичасовой рабочий день
- Оплата за вспомогательные работы (прокладывание путей, установку крепей и т. д.)
- Избираемый рабочими весовщик (для предотвращения обмана со стороны компании при расчёте количества добытого угля)
- Право отовариваться в любых магазинах и лечиться у любых докторов
- Введение на шахтах законов штата Колорадо, отмена собственных денег компании и роспуск охраны компании.

Основные угольные компании отвергли требования, и в сентябре 1913 г. началась забастовка с участием порядка 90% работников. Все участники забастовки вместе с семьями были сразу выселены из домов, но UMWA подготовил для них временные городки из палаток, установленных на деревянных щитах и оборудованных печками. Земля под городки была заранее арендована на стратегически выбранных участках на подходах к шахтам. Это помогало контролировать передвижения и оказывать давление на штрейкбрехеров. В Ладлоу был крупнейший лагерь из примерно 200 палаток, в которых жили 1 200 шахтёров с семьями.
Для защиты вновь нанятых работников и для давления на забастовщиков CF&I наняла детективное агентство Baldwin-Felts. Агентство было известно агрессивными методами подавления забастовок. Среди применяемых средств были ночное освещение прожекторами лагерей забастовщиков, стрельба поверх палаток, избиения. Компания предоставила агентству специально построенный бронеавтомобиль с пулемётом. Шахтёры рыли укрытия рядом с палатками, где они и их семьи были защищены.
В октябре 1913 г. губернатор штата  вызвал национальную гвардию под предлогом прекращения случаев жестокости и беззакония. Появление национальной гвардии поначалу успокоило ситуацию, но скоро её нейтральность закончилась, её командиры начали поддерживать позицию угольных компаний и установили жёсткий режим. Проводились массовые аресты забастовщиков, разгоны демонстраций при помощи конницы, избиения заключённых. 10 марта 1914 г. на железнодорожных путях возле города Форбс было найдено тело мёртвого штрейкбрехера. Национальная гвардия обвинила в убийстве забастовщиков и разгромила лагерь у Форбса.
Но забастовщики продолжали держаться. Весной 1914 г. у штата кончились деньги на содержание национальной гвардии, и она была отозвана. Однако губернатор оставил два подразделения в южной части Колорадо и позволил компаниям финансировать милицейские формирования, в основном состоящих из охранников всё той же CF&I, но в форме национальных гвардейцев.

## Столкновение
Утром 20 апреля, во время Пасхи, которую праздновали многие греки-иммигранты, в лагерь пришли три охранника, потребовав освободить пленника, который, по их словам, удерживался в лагере. Одновременно полиция установила напротив лагеря пулемёт. Вооруженные шахтёры заняли позицию на железнодорожной насыпи, и около 9 утра началась перестрелка, которая продолжалась весь день. В ходе боя к милиции подходило подкрепление, в итоге число бойцов со стороны компании достигло 177 человек. Вечером пришёл грузовой поезд, под прикрытием которого шахтёры оставили позиции и бежали. К 19:00 лагерь горел и милиция вошла в него. В лагере ими был захвачен лидер забастовщиков Луис Тикас, грек по национальности, и два других шахтёра, позже они были застрелены. В пожаре погибли 2 женщины и 11 детей, прятавшиеся в яме, когда над ними загорелась палатка. Всего же погибло 25 человек, включая трёх охранников агентства и одного члена милиции.

## Дальнейшие события
Профсоюзы назвали эти события «бойней» и организовали вооружённые выступления, продолжавшиеся 10 дней. Забастовщики в количестве 700—1000 человек атаковали шахту за шахтой, изгоняя охранников и поджигая здания. В конце концов столкновения были пресечены федеральными войсками, которые разоружили обе стороны.
Забастовка продолжалась ещё 7 месяцев и закончилась поражением в декабре 1914 г., когда у UMWA кончились деньги.
Конфликт стал наиболее кровавым в истории рабочего движения США: по докладу правительства штата Колорадо, погибло 69 человек.
После окончания забастовки было арестовано 408 шахтёров, из которых 332 обвинялись в убийствах, но никто своей вины не признал. 10 офицеров и 12 национальных гвардейцев попали под военный суд за бойню в Ладлоу, но были оправданы.
Несмотря на поражение профсоюза, забастовка оказала влияние на общественное мнение США в вопросах условий труда и стала предпосылкой федеральных реформ в трудовых отношениях.